# ヴィルヘルム・ビットリヒ
ヴィルヘルム・ビットリヒ（ドイツ語: Wilhelm Bittrich、1894年2月26日‐1979年4月19日）はドイツの軍人。ドイツの政党国家社会主義ドイツ労働者党(ナチ党)の武装組織武装親衛隊(Waffen-SS)の将軍。最終階級は親衛隊大将(SS-Obergruppenführer)および武装親衛隊大将(General der Waffen-SS)。
アルンヘムの戦いの勝利で戦史に名を残す。愛称はヴィリー(Willi)。

## 生涯

### 第一次世界大戦終結まで
1894年2月26日、帝政ドイツ領邦プロイセン王国ザクセン県に属するハルツ山地・ヴェルニゲローデに生まれる。父は代理商フーゴ・ビットリヒ（Hugo Bittrich）。母はその妻ルイーゼ・ヘレーネ・アウグステ（Luise Helene Auguste）（旧姓ボーデ(Bode)）。
小学校（Volksschule）と中学校（Mittelschule）を出た後、体育の教官になるためのトレーニングを受けていたが、その最中の1914年7月28日に第一次世界大戦が勃発した。
急遽トレーニングを中断して7月30日にナウムブルクに基地を構えていたプロイセン陸軍の猟兵大隊に志願兵として入隊した。その後、第77歩兵連隊に配属され、1914年12月にはカルパチアの戦闘で負傷した。ウォセグス（Vosges）での戦闘において突撃隊（Stoßtrupp）の作戦に参加し、その際の功績で1915年10月15日に予備役少尉（Leutnant d. R.）に昇進した。
1916年に飛行部隊へ移籍し、トレーニングを受けた後、第27野戦飛行隊（Feldfliegerabteilung 27）やA266飛行隊（Fliegerabteilung A 266）や第37飛行中隊（Jagdstaffel 37）などに属してパイロットとして出撃した。1917年から1918年5月までエルンスト・ウーデットが指揮する第37飛行中隊（Jagdstaffel 37）に所属した。しかし任務中に負傷し、1918年5月に軍から免役された。大戦中に一級鉄十字章や戦傷章黒章を受章した。

### ヴァイマル共和政時代
戦後、フライコールの「フォン・ヒュルゼン(von Hülsen)」や「エアハルト海兵旅団 (Brigade Ehrhardt)」に参加した。
1922年12月29日、ベルリンで女優ケーテ・ブルーメ（Käte Blume）と結婚したが、二人の間に子供はできなかった。1923年1月1日にヴァイマル共和国軍に入隊した。ドイツのパイロット育成の教官として採用されたものの、ヴェルサイユ条約によりドイツは空軍を保有することを禁止されていたため、ミュンヘン近郊オーバーシュライスハイムの「スポーツ飛行機学校」の教官という形でドイツ・パイロットたちの育成にあたっている。また1925年にはソ連に派遣されてそこでドイツ・パイロットの航空訓練を行っている。1930年から1932年にかけては軍の民間人従業員の立場になり、ベルリンの「ドイツ商業パイロット学校」の教官として飛行訓練にあたった。
1932年には国家社会主義ドイツ労働者党(ナチ党)幹部ヨーゼフ・ゲッベルスが発行していた国家社会主義新聞『デア・アングリフ』の校正係として雇われている。

### ナチス親衛隊

#### 開戦まで
1932年7月1日にナチス親衛隊（SS）に入隊している（隊員番号39,177）。同年12月1日にナチ党に入党した（党員番号829,700）。親衛隊入隊とともに親衛隊「東(＝ベルリン)」飛行中隊（SS-Fliegerstaffel „Ost“）に配属され、1932年10月から1933年8月にかけてはその指揮官に任じられていた。その後、第12親衛隊地区(SS-Abschnitt XII、本部フランクフルト・アン・デア・オーダー)の教官将校となり、さらにその後、第74SS連隊(SS-Standarte „Ostsee“、グライフスヴァルト駐屯)の指揮官となった。
1935年4月1日、親衛隊大尉の時に一般親衛隊から親衛隊特務部隊(SS-VT)（武装親衛隊の前身）へ移籍し、1936年10月まで親衛隊特務部隊第2連隊「ゲルマニア(Germania)」第1大隊（I. Sturmbann）第2中隊（II. Sturm）の中隊長を務めた。1936年10月から1938年3月にかけて第1連隊「ドイッチュラント(Deutschland)」第2大隊長を務めた。この間の1937年12月1日には生命の泉協会のメンバーとなっている。1938年3月、オーストリア併合後、特務部隊の3番目の連隊「デア・フューラー(Der Führer)」が創設されると3月から4月までの短期間だが、「デア・フューラー」の連隊長に任じられた。その後ゲオルク・ケプラーが「デア・フューラー」の連隊長と決まるとビットリヒは連隊長を降りて同連隊の第1中隊中隊長となる。
1939年5月30日に「ライプシュタンダーテ アドルフ・ヒトラー」へ移動となり、指揮官のヨーゼフ・ディートリヒの幕僚長となった。この地位のまま、1939年9月のポーランド侵攻を迎えることになる。開戦までに親衛隊大佐に昇進していた。

#### 第二次世界大戦

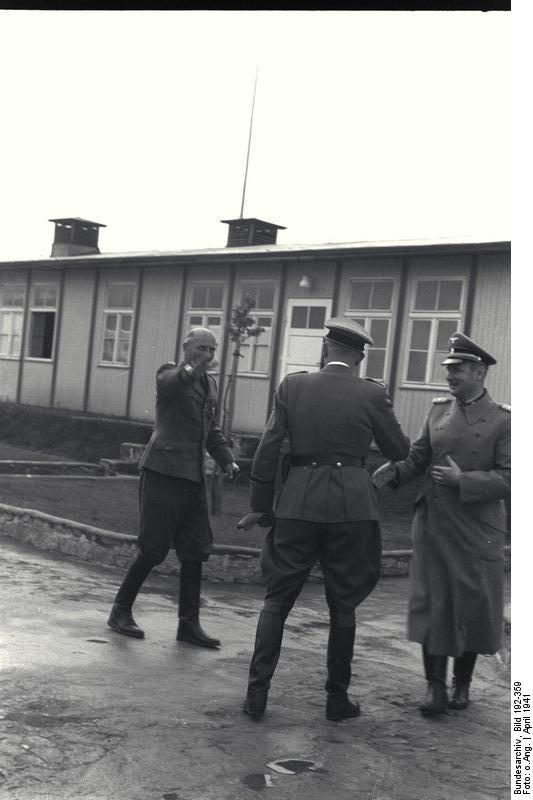
マウトハウゼン強制収容所を視察中のビットリヒ親衛隊上級大佐(左)とカール・ヴォルフ武装親衛隊中将(右)（1941年6月）

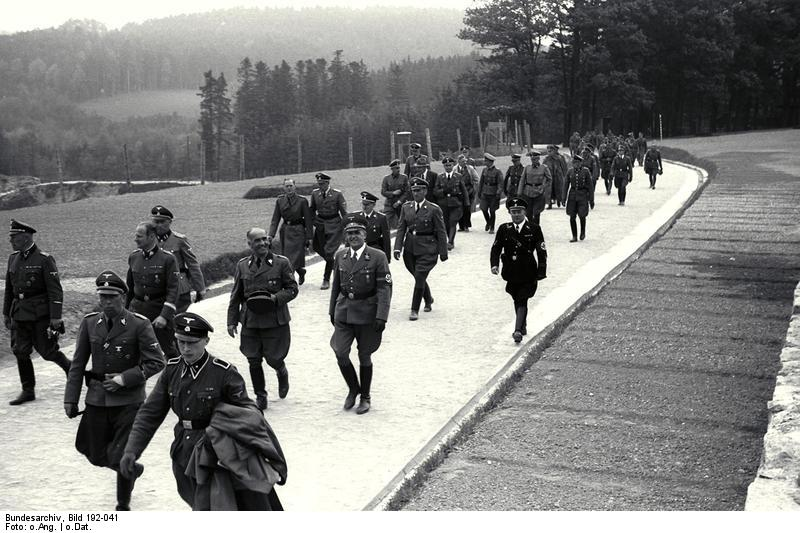
同上。前列2列目中央

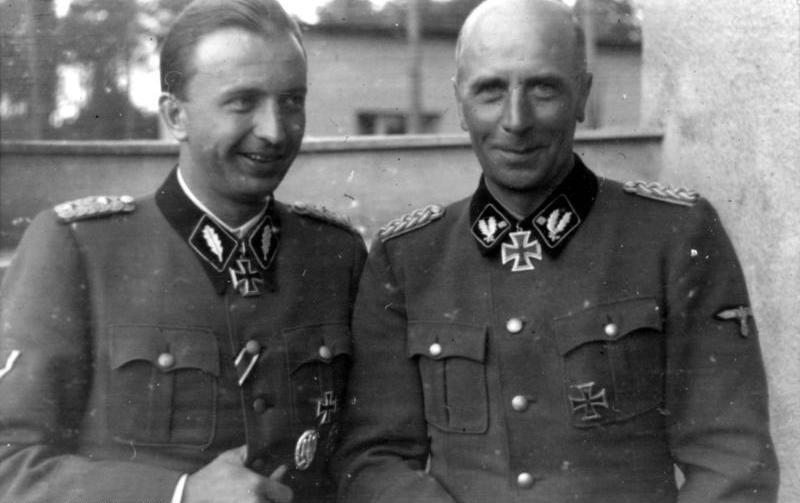
1942年6月21日、東部戦線。ヘルマン・フェーゲライン親衛隊大佐（左）とヴィルヘルム・ビットリヒ親衛隊少将（階級はいずれも当時）

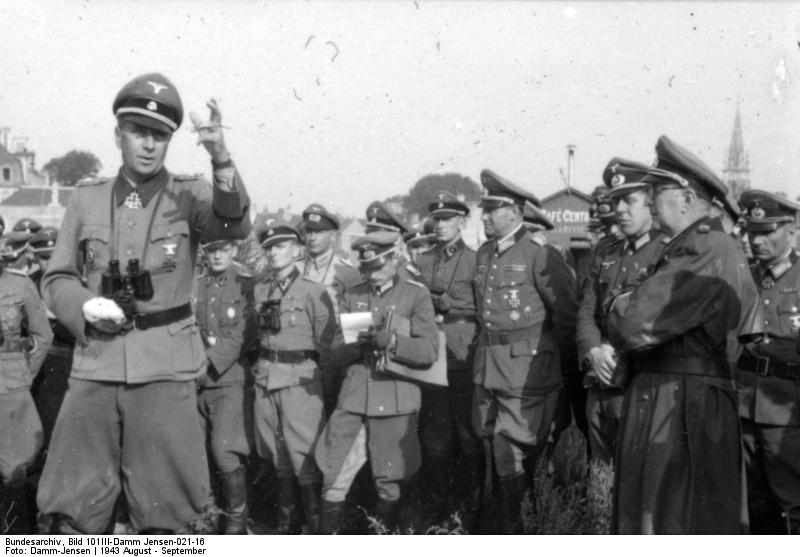
ビットリヒ親衛隊中将(左)（1943年8月）

「ライプシュタンダーテ アドルフ・ヒトラー」の所属で対ポーランド戦争を戦った。1940年2月にベルリンの親衛隊本部へ呼び戻され、第3SS装甲師団「髑髏」の編成に携わった。対フランス戦争には「髑髏」師団に所属して従軍した。
1941年6月から始まるバルバロッサ作戦には第2SS装甲師団「ダス・ライヒ」所属の「ドイッチュラント」連隊連隊長として参加した。1941年10月から同年12月にかけては負傷したパウル・ハウサーに代わって「ダス・ライヒ」師団の師団長となった。ビットリヒ指揮下の「ダス・ライヒ」はモスクワ攻略作戦（タイフーン作戦）に参加し、モスクワまで数マイルまで迫った。この作戦の戦功で騎士鉄十字章を受章している。1942年8月から1943年2月まで第8SS騎兵師団「フロリアン・ガイエル」の師団長となり、ルジェフやオリョール地区での防御戦に参加した。
1943年2月から1944年6月にかけて第9SS装甲師団「ホーエンシュタウフェン」の師団長としてタルノポリへの反撃作戦などに参加し、ストリパ川地区で激戦を指揮した。1944年6月から再びハウサーの後任として第2SS装甲軍団（第9SS装甲師団と第10SS装甲師団）の軍団長となり、上陸してきた連合軍を迎えうった。8月、カーンにおいてアメリカ軍に包囲されかけたが、突破に成功している。この件はビットリヒの評価を高めた。この戦功で柏葉付騎士鉄十字章を受章した。ドイツ軍がオランダへ後退したのち、9月17日にイギリス軍がマーケット・ガーデン作戦を開始。英軍はビットリヒの第2SS装甲軍団が陣を構えていたアーネムへ降下してきたが、イギリス軍の作戦の粗雑さもあってビットリヒは撃退に成功した。これが西部戦線におけるドイツ軍の最後の勝利であった。
この後、ヨーゼフ・ディートリヒの指揮下で引き続き第2SS装甲軍団を指揮し、ラ・ロッシュ＝シュル＝ヨン北方のグランドメニルまで進撃した。1945年3月からはビットリヒの第2SS装甲軍団はハンガリーに転戦した。「春の目覚め作戦」に参加し、ソ連軍と激闘した。1945年4月からはウィーン防衛の総指揮をとった。5月に騎士鉄十字章剣章を受章した。
1945年5月8日、アメリカ軍によって逮捕された。身柄はアメリカ合衆国政府からフランス政府に引き渡され、17名のレジスタンス処刑命令を出した廉でフランスの軍事裁判にかけられ、1953年6月に5年の実刑判決を受けた。また別の国家犯罪でも法廷にかけられたが、こちらは無罪となった。1954年に釈放された。1972年にはパウル・ハウサーの後を継いで旧武装親衛隊員相互扶助協会(HIAG)の名誉議長に就任し、死去まで務めた。1979年にバイエルン州ヴォルフラーツハウゼンで死去した。
映画「遠すぎた橋」ではマクシミリアン・シェルがビットリヒを演じた。

## 人物
- ドイツ軍の西部戦線における最後の勝利であるアルンヘムの戦いの勝利で戦史に名を残している[1]。
- 身長は180センチだった[5]。
- 外国語ではフランス語に堪能だった[5]。

## キャリア

### 親衛隊階級
- 1932年7月1日 親衛隊二等兵（SS-Anwärter）
- 1932年7月15日、親衛隊二等兵（SS-Mann）改称
- 1932年9月10日、親衛隊曹長（SS-Oberscharführer）
- 1932年10月31日、親衛隊少尉（SS-Sturmführer）
- 1934年4月12日、親衛隊中尉（SS-Obersturmführer）
- 1934年6月17日、親衛隊大尉（SS-Hauptsturmführer）
- 1936年10月1日、親衛隊少佐（SS-Sturmbannführer）
- 1938年1月30日、親衛隊中佐（SS-Obersturmbannführer）
- 1939年6月6日、親衛隊大佐（SS-Standartenführer）
- 1940年9月1日、親衛隊上級大佐（SS-Oberführer）
- 1941年10月19日、親衛隊少将および武装親衛隊少将（SS-Brigadeführer und Generalmajor der Waffen-SS）
- 1943年5月1日、親衛隊中将および武装親衛隊中将（SS-Gruppenführer und Generaleutnant der Waffen-SS）
- 1944年8月1日、親衛隊大将および武装親衛隊大将（SS-OberGruppenführer und General der Waffen-SS）

### 勲章
- 1914年、二級鉄十字章（Eisernes Kreuz II. Klasse）
- 1914年、一級鉄十字章（Eisernes Kreuz I. Klasse）
- パイロット勲章
- 1934年、名誉十字章（Ehrenkreuz des Weltkrieges）
- 1939年、二級鉄十字略章（Spange zum Eisernen Kreuz II. Klasse）
- 1940年、一級鉄十字略章（Spange zum Eisernen Kreuz I. Klasse）
- 1941年、騎士鉄十字章（Ritterkreuz des Eisernen Kreuzes）
  - 1944年、柏葉章（Eichenlaub）
  - 1945年、剣章（Schwertern）
- 1943年、黄金ドイツ十字章（Deutsches Kreuz）
- 戦傷章銀賞（Das Verwundetenabzeichen）
- 親衛隊名誉リング（SS-Ehrenring）